# بازگشت از چوگوکو

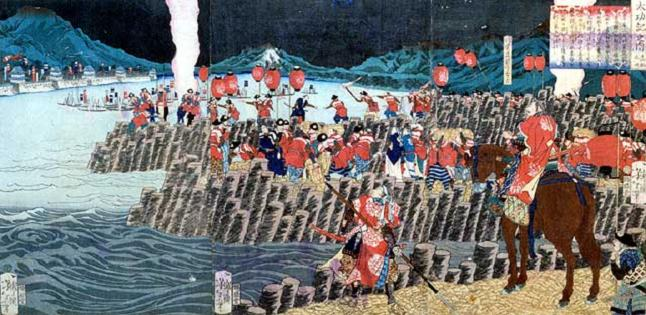
به آب بستن قلعه تاکاماتسو در ولایت بیچو در نبرد قلعه تاکاماتسو توسط تویوتومی هیده‌یوشی

بازگشت از چوگوکو (به ژاپنی: 中国大返し) (ژوئن - ژوئیه ۱۵۸۲)، به وقایع ۱۲ روزه پس از حادثه معبد هوننو و مرگ اودا نوبوناگا گفته می‌شود. تویوتومی هیده‌یوشی پس از آگاه شده مرگ اودا نوبوناگا بلافاصله با خاندان موری صلح کرد و به نبرد قلعه تاکاماتسو پایان داد. سپس تویوتومی هیده‌یوشی به همراه سپاه ۴۰ هزار نفری‌اش به سرعت از قلعه تاکاماتسو در ولایت بیچو جهت برانداختن آکچی میتسوهیده عازم کیوتو شد و توانست مسافت ۲۰۰ کیلومتر را تنها به مدت ۱۰ روز طی کند.

## گاهشماری رویدادها
- تمامی وقایع در سال ۱۵۸۲ است.
- توضیح تا سال ۱۵۸۲ میلادی گاه‌شماری ژولینی در دوره مسیحی با مبدأ میلادی (به عنوان گاه‌شماری میلادی) پذیرفته شده بود اما کبیسه‌گیری تقویم میلادی در سال ۱۵۸۲ میلادی (با عنوان گاه‌شماری گریگوری یا گاه‌شماری میلادی) تغییر کرد.

| گاه‌شماری شمسی–قمری گاهشماری ژاپنی | گاه‌شماری دوران مشترک گاه‌شماری ژولینی | گاه‌شماری میلادی | عملکرد تویوتومی هیده‌یوشی | عملکرد آکچی میتسوهیده | دیگر وقایع |
| --------------------------------- | ------------------------------------ | --------------- | --- | --- | --- |
| سال دهم تنشو ماه پنجم روز هشتم    | ۲۹ مه                                | ۸ ژوئن          | قلعه تاکاماتسو در ولایت بیچو را محاصره کرد و به آب بست | | |
| ماه پنجم روز ۱۵                   | ۵ ژوئن                               | ۱۵ ژوئن         | | توسط اربابش اودا نوبوناگا مسئول پذیرایی از توکوگاوا ایه‌یاسو شد | توکوگاوا ایه‌یاسو برای دیدار نوبوناگا به قلعه آزوچی وارد شد |
| ماه پنجم روز ۱۷                   | ۷ ژوئن                               | ۱۷ ژوئن         | درخواست اعزام نیروی کمکی فوری برای جنگ با خاندان موری | از مسئولیت پذیرایی معاف شده و به همراه سپاهش برای کمک به هیده‌یوشی اعزام شد | |
| ماه پنجم روز ۱۹                   | ۹ ژوئن                               | ۱۹ ژوئن         | عملیات به آب فروبردن قلعه تاکاماتسو به‌طور کامل انجام شد | | |
| ماه پنجم روز ۲۶                   | ۱۶ ژوئن                              | ۲۶ ژوئن         | | ورود به قلعه کامه‌یاما در ولایت تانبا | |
| ماه پنجم روز ۲۷                   | ۱۷ ژوئن                              | ۲۷ ژوئن         | | جهت دعا کردن برای پیروزی به کوه آتاگو رفت | |
| ماه پنجم روز ۲۸                   | ۱۸ ژوئن                              | ۲۸ ژوئن         | | در معبدی در کوه آتاگو به همراه شاعر ساتومورا جوها سرود خواند | |
| ماه پنجم روز ۲۹                   | ۱۹ ژوئن                              | ۲۹ ژوئن         | | | نوبوناگا از قلعه آزوچی خارج شد و به معبد هوننو در کیوتو وارد شد سومین پسر نوبوناگا، اودا نوبوتاکا، بخاطر پیوستن به حمله به چوگوکو همراه لشکرش به ولایت ستسو، سومی‌یوشی، اوساکا رسید                                       |
| ماه ششم روز ۱                     | ۲۰ ژوئن                              | ۳۰ ژوئن         | | از قلعه کامه‌یاما خارج شد و به سمت معبد هوننو حرکت کرد | نوبوناگا مراسم چای ژاپنی را برپا کرده و بسیاری از اشراف و لشکریان را در این مراسم پذیرایی کرد همان شب با هون‌اینبو سانسا گو بازی کرد                                                                                      |
| ماه ششم روز ۲                     | ۲۱ ژوئن                              | اول ژوئیه       | | حادثه معبد هوننو حمله به معبد هوننو و خودکشی اجباری اودا نوبوناگا و پسر ارشدش اودا نوبوتادا در پی این حمله پس از آن میتسوهیده به سمت قلعه آزوچی حرکت کرد اما پل بر روی رود یودو توسط ملازمان نوبوناگا ویران شده بود و نتوانست از رود بگذرد بعدازظهر به قلعه ساکاموتو برگشته و جهت درخواست حمایت به دایمیوها نامه‌نگاری کرد | توکوگاوا ایه‌یاسو که در حال گشت و گذار درساکای بود از مرگ نوبوناگا باخبر شد و جهت پرهیز از مواجه شدن با سپاه میتسوهیده، تصمیم گرفت پنهانی به ولایت خود بازگردد                                                            |
| ماه ششم روز ۳                     | ۲۲ ژوئن                              | ۲ ژوئیه         | نیمه شب تا صبح روز بعد از حادثه معبد هوننو اطلاع پیدا کرد آنکوکوجی اکی از خاندان موری را به نزد خود خوانده در مورد شرایط صلح گفتگو کرد | اعزام ملازم برای تصرف ولایت اومی | صبح، شیباتا کاتسوایه، ولایت اتچوقلعه اوزو را تصرف کرد و بلافاصله پس از آن از مرگ نوبوناگا باخبر شد هوسوکاوا فوجی‌تاکا・ هوسوکاوا تادائوکی (داماد میتسوهیده) موهای خود را تراشیده و برای مرگ نوبوناگا لباس عزا بر تن کردند |
| ماه ششم روز ۴                     | ۲۳ ژوئن                              | ۳ ژوئیه         | پنهان کردن مرگ نوبوناگا و صلح با موری تروموتو صبح、 طبق شرایط صلح هاراکیری ارباب قلعه تاکاماتسو شیمیزو مونه‌هارو را مشاهده کرد بر طبق یکی از نظریه‌ها بازگشت از چوگوکو از این تاریخ آغاز می‌شود.                                                             | ائتلاف با تسوتسوی جونکی تصرف تقریبی ولایت اومی | بازگشت ایه‌یاسو، به قلعه اوکازاکی در ولایت میکاوا عصر، اطلاع یافتن خاندان موری از مرگ نوبوناگا |
| ماه ششم روز ۵                     | ۲۴ ژوئن                              | ۴ ژوئیه         | فرستادن پیغام به ناکاگاوا کیوهیده مبنی بر سلامت بودن نوبوناگا و پسر ارشدش نوبوتادا | تصرف قلعه آزوچی دست بردن به خزانه نوبوناگا در قلعه آزوچی به کیوگوکو تاکاتسوگو・آتسوجی سادایوکی دستور داده توسط ایشان قلعه ناگاهاما در ولایت اومی تصرف شد و سایتو توشی‌میتسو به این قلعه وارد شد | تسودا نوبوزومی (داماد میتسوهیده)، قلعه اوساکا توسط اودا نوبوتاکا・نیوا ناگاهیده کشته شد |
| ماه ششم روز ۶                     | ۲۵ ژوئن                              | ۵ ژوئیه         | آغاز بازگشت از چوگوکو بیشتر از این روز در نظر گرفته می‌شود. پیمودن فاصله بین قلعه تاکاماتسو در ولایت بیچو تا «قلعه نوما» پیمودن ۲۲ کیلومتر از ۲۰۰ کیلومتر                                                                                                  | | |
| ماه ششم روز ۷                     | ۲۶ ژوئن                              | ۶ ژوئیه         | از روز ششم تا روز هشتم رسیدن به قلعه هیمه‌جی در ولایت هاریما پیمودن ۷۰ کیلومتر (در مجموع پیمودن ۹۲ کیلومتر از ۲۰۰ کیلومتر) | | دیدار یوشیدا کانه‌می از مقامات دربار ژاپن با میتسوهیده در قلعه آزوچی و تبریک پیروزی به وی |
| ماه ششم روز ۸                     | ۲۷ ژوئن                              | ۷ ژوئیه         | ارتباط برقرار کردن با هوسوکاوا فوجی‌تاکا | بازگشت به قلعه ساکاموتو اطلاع یافتن از حرکت سپاه هیده‌یوشی | در پیروی از میتسوهیده، آندو موریناری در ولایت مینو با اینابا یوشی‌میچی کرده و پس از شکست کشته شد |
| ماه ششم روز ۹                     | ۲۸ ژوئن                              | ۸ ژوئیه         | قبل از روشن شدن هوا خارج شدن از قلعه هیمه‌جی و رسیدن به «آکاشی» پیمودن ۳۵ کیلومتر (در مجموع پیمودن ۱۲۷ کیلومتر از ۲۰۰ کیلومتر) توسط یک سپاه فرعی قلعه سوموتو در ولایت آواجی تصرف شد توسط تاکایاما اوکون نحوه حرکت سپاه میتسوهیده به هیده‌یوشی اطلاع داده شد | رسیدن به کیوتو و رفتن به دربار ژاپن برای اهدای مقداری از خزانه نوبوناگا شام در عمارت یوشیدا کانه‌می فرستادن نامه دوم به هوسوکاوا فوجی‌تاکا | پاسخ منفی تسوتسوی جونکی به درخواست کمک دستور آشیکاگا یوشی‌آکی به کیکاوا موتوهارو و پسرش کیکاوا هیروایه برای فراهم کردن مقدمات ورود وی به کیوتو                                                                            |
| ماه ششم روز ۱۰                    | ۲۹ ژوئن                              | ۹ ژوئیه         | پیمودن فاصله میان آکاشی تا ولایت هاریما (استان هیوگو کنونی) | برای آگاهی یافتن از پیوستن سپاه تسوتسوی جونکی اتراق کردن در گردنه هوراگا توگه | |
| ماه ششم روز ۱۱                    | ۳۰ ژوئن                              | ۱۰ ژوئیه        | پیمودن فاصله میان ولایت هاریما و رسیدن به آماگاساکی، هیوگو، پیمودن ۲۶ کیلومتر (در مجموع پیمودن ۱۷۱ کیلومتر از ۲۰۰ کیلومتر) تراشیدن سر در معبد سیکن | میتسوهیده یک فرستاده را برای متقاعد کردن تسوتسوی جونکی به نزد وی فرستاد اما جونکی حاضر به همکاری نشد | |
| ماه ششم روز ۱۲                    | ۱ ژوئیه                              | ۱۱ ژوئیه        | پیمودن فاصله میان آماگاساکی، هیوگو تا «توندا» پیمودن ۲۳ کیلومتر (در مجموع پیمودن ۱۹۴ کیلومتر از ۲۰۰ کیلومتر) درخواست نیروی کمکی از ولایت کی | | صلح مابین کننیو (رهبر معبد هونگان) و کیونیو پسر ارشد وی |
| ماه ششم روز ۱۳                    | ۲ ژوئیه                              | ۱۲ ژوئیه        | رسیدن به اویامازاکی در کیوتو، پایان بازگشت از چوگوکو دیدار با اودا نوبوتاکا نبرد با نیروهای آکچی میتسوهیده در نبرد یامازاکی پیروزی در نبرد | شکست در نبرد یامازاکی حرکت به سمت قلعه ساکاموتو کشته شدن توسط دزدان | |
| ماه ششم روز ۱۴                    | ۳ ژوئیه                              | ۱۳ ژوئیه        | به ولایت اومی وارد شد و از کشته شدن میتسوهیده اطلاع پیدا کرد | | شکست آکچی هیده‌میتسو سقوط قلعه ساکاموتو |
| ماه ششم روز ۱۵                    | ۴ ژوئیه                              | ۱۴ ژوئیه        | | | آتش گرفتن قلعه آزوچی به دلیل نامشخص |
| ماه ششم روز ۱۶                    | ۵ ژوئیه                              | ۱۵ ژوئیه        | به قلعه آزوچی وارد شد | سر و بدن میتسوهیده در روی باقیمانده قلعه آزوچی که سوزانده شده بود به معرض دید گذاشته شد | |
| ماه ششم روز ۱۷                    | ۶ ژوئیه                              | ۱۶ ژوئیه        | | | سایتو توشی‌میتسودر ولایت اومی دستگیر شد و پس از گرداندن در شهر در روکوجوگاوارا در کیوتو گردن زده شد |
| ماه ششم روز ۱۸                    | ۷ ژوئیه                              | ۱۷ ژوئیه        | | | شیباتا کاتسوتویو・شیباتا کاتسوماسا از ملازمان شیباتا کاتسوایه تا ناگاهاما در ولایت اومی پیشروی کردند کاواجیری هیده‌تاکا ملازم نوبوناگا در ولایت کای به علت شورش ملازمان پیشین خاندان تاکدا کشته شد                        |
| ماه ششم روز ۱۹                    | ۸ ژوئیه                              | ۱۸ ژوئیه        | | | شکست تاکیگاوا کازوماسو در نبرد کاناگاوا در برابر خاندان هوجوی اخیر |
| ماه ششم روز ۲۲                    | ۹ ژوئیه                              | ۲۱ ژوئیه        | | سر بریده میتسوهیده و سایتو توشی‌میتسو در کیوتو به معرض دید گذاشته شد | |
| ماه ششم روز ۲۵                    | ۱۰ ژوئیه                             | ۲۴ ژوئیه        | همراه با سومین پسر نوبوناگا، اودا نوبوتاکا به ولایت مینو. اُواری وارد شد و باقیمانده طرفداران آکچی میتسوهیده را تصفیه کرد | | |
| ماه ششم روز ۲۷                    | ۱۱ ژوئیه                             | ۲۶ ژوئیه        | گردهمایی کیوسو | | انتخاب نوهٔ اودا نوبوناگا به عنوان جانشین وی در گردهمایی کیوسو |